# Gare de Montreux-Vieux
Gare de Montreux-Vieux vasútállomás Franciaországban, Montreux-Vieux településen.

## Vasútvonalak
Az állomást az alábbi vasútvonalak érintik:
- Párizs–Mulhouse-vasútvonal

## Kapcsolódó állomások
A vasútállomáshoz az alábbi állomások vannak a legközelebb:
- Gare de Petit-Croix
- Gare de Dannemarie